# The Crybaby (álbum)
The Crybaby es un álbum de Melvins lanzado en 2000, mediante el sello Ipecac Recordings, es la última entrega de la trilogía The Maggot, The Bootlicker y The Crybaby. La trilogía completa fue compilada en una caja recopilatoria titulado The Trilogy Vinyl que fue lanzado el 27 de noviembre de 2000 en formato vinilo por Ipecac Recordings.
"Dry Drunk" incluye "Interlude", escrito e interpretado por Godzik Pink. En la versión de CD compacto, al final de "Moon Pie" se escucha una pequeña parte de la canción "Amazon" (La primera canción de The Maggot). El álbum termina pero un hombre grita "AGAIN!" (Otra vez!).
La versión de "The Trilogy vinyl" cuenta con una versión editada de "Divorced" y no incluye las siguientes canciones: "Dry Drunk," "Okie from Muskogee," "The Man with the Laughing Hand Is Dead," y "Moon Pie".
"Divorced" contiene la actuación de la banda Tool, así como una conversación entre el baterista de Tool Danny Carey y el frontman Maynard James Keenan.

## Lista de canciones
| N.º | Título                                                                         | Escritor(es)             | Duración |  |
| 1.  | «Smells Like Teen Spirit»                                                      | Cobain, Grohl, Novoselic | 5:01     |  |
| 2.  | «Blockbuster»                                                                  | Jesus Lizard             | 3:09     |  |
| 3.  | «Ramblin' Man»                                                                 | Williams                 | 3:14     |  |
| 4.  | «G.I. Joe»                                                                     | Patton, Rutmanis         | 3:59     |  |
| 5.  | «Mine Is No Disgrace»                                                          | Osborne, Thirlwell       | 8:21     |  |
| 6.  | «Spineless»                                                                    | Sanko                    | 4:01     |  |
| 7.  | «Divorced»                                                                     | Crover, Melvins          | 14:42    |  |
| 8.  | «Dry Drunk» (Dry Drunk (Part I), Interlude (Godzik Pink), Dry Drunk (Part II)) | Osborne, Yow             | 4:03     |  |
| 9.  | «Okie from Muskogee»                                                           | Haggard                  | 2:10     |  |
| 10. | «The Man with the Laughing Hand Is Dead»                                       | Osborne, Blood           | 11:26    |  |
| 11. | «Moon Pie»                                                                     | Osborne, Sharp           | 12:44    |  |

## Personal
- The Melvins:
  - King Buzzo - voz, guitarra, bajo, ruido
  - Dale Crover - batería, guitarra, voz, ruido
  - Kevin Rutmanis - bajo, bajo slide, oscillator, armónica, metronomo, voz, guitarra
- Tool:
  - Danny Carey - batería en track 7
  - Justin Chancellor - bajo en track 7
  - Adam Jones - guitarra en track 7
  - Maynard James Keenan - voz en track 7
- Vince DeFranco - Productor, ingeniero de sonido en track 7
- Ryeland Allison - productor, ingeniero de sonido en track 7
- Skeleton Key:
  - Erik Sanko - guitarra y voz en track 6
  - Rick Lee -  trash y samples en track 6
- Bliss Blood - voz, Wurlitzer, voz, sitar eléctrica, sierras musicales y Señor Wences samples en track 10
- Henry Bogdan - steel guitar en tracks 3 y 9
- Bruce Bromberg - guitarra en track 6
- Amanda Ferguson - voz en track 6
- Leif Garrett - voz en track 1
- Mike Patton - voz, sampler, guitarra y percusión en track 4
- Godzik Pink - intérprete de "Interlude" en track 8
- Kevin Sharp - voz y samples en track 11
- J. G. Thirlwell - voz y samples en track 5
- Hank Williams III - guitarra y voz en track 3, voz en track 9
- David Yow - voz en tracks 2 y 8